# وعلان كلاسنسي
وعلان كلاسنسي (الاسم العلمي:Commelina claessensii) هو نوع من النباتات يتبع جنس الوعلان من الفصيلة الوعلانية.